# Axel Ekström
Axel Ekström (* 3. Mai 1995 in Örebro) ist ein schwedischer Skilangläufer.

## Werdegang
Ekström, der für den Garphyttans If startet, nahm im Januar 2012 erstmals im Skilanglauf-Scandinavian-Cup teil und belegte dabei den 110. Platz im Sprint. Sein bestes Resultat beim Europäischen Olympischen Winter-Jugendfestival 2013 in Predeal war der fünfte Platz über 7,5 km klassisch. Bei den Nordischen Junioren-Skiweltmeisterschaften 2015 in Almaty errang er den zehnten Platz im Skiathlon, den sechsten Platz über 10 km Freistil und den fünften Platz mit der Staffel. Im Weltcup debütierte er im Februar 2015 in Östersund und belegte dabei den 68. Platz über 15 km Freistil. Seinen zweiten Auftritt im Weltcup hatte er im Dezember 2016 in Davos. Dabei holte er mit dem 28. Platz über 30 km Freistil seine ersten Weltcuppunkte. Die Tour de Ski 2016/17 beendete er auf dem 32. Platz. Bei den U23-Weltmeisterschaften 2017 in Soldier Hollow belegte er den 19. Platz über 15 km Freistil, den 13. Rang im Skiathlon und den 12. Platz im Sprint.